# Skeliuvate, Tokmak
Skeliuvate (în ucraineană Скелювате) este un sat în comuna Oceretuvate din raionul Tokmak, regiunea Zaporijjea, Ucraina.

## Demografie
Componența lingvistică a localității Skeliuvate
     Ucraineană (95,37%)
     Rusă (4,63%)
Conform recensământului din 2001, majoritatea populației localității Skeliuvate era vorbitoare de ucraineană (95,37%), existând în minoritate și vorbitori de rusă (4,63%).